# Briefmarken-Jahrgang 1967 der Deutschen Bundespost
Der Briefmarken-Jahrgang 1967 der Deutschen Bundespost umfasste 17 Sondermarken, Dauermarken wurden in diesem Jahre keine herausgegeben.

## Liste der Ausgaben und Motive
Legende
- Bild: Eine bearbeitete Abbildung der genannten Marke. Das Verhältnis der Größe der Briefmarken zueinander ist in diesem Artikel annähernd maßstabsgerecht dargestellt. Sollten keine Marken abgebildet sein, liegt es daran, dass das Urheberrecht des Künstlers noch nicht erloschen ist.
- Beschreibung: Eine Kurzbeschreibung des Motivs und/oder des Ausgabegrundes. Bei ausgegebenen Serien oder Blocks werden die zusammengehörigen Beschreibungen mit einer Markierung versehen eingerückt.
- Wert: Der Frankaturwert der einzelnen Marke in Pfennig. Ein „+“ bedeutet, dass es sich um eine Zuschlagsmarke handelt (= Frankaturwert + Spende).
- Ausgabedatum: Das Datum des erstmaligen Verkaufs dieser Briefmarke.
- Gültig bis: Das Datum, an dem die Gültigkeit endete.
- Auflage: Soweit bekannt, wird hier die zum Verkauf angebotene Anzahl dieser Ausgabe angegeben.
- Entwurf: Soweit bekannt, wird hier angegeben, von wem der Entwurf dieser Marke stammt.
- Mi.-Nr.: Diese Briefmarke wird im Michel-Katalog unter der entsprechenden Nummer gelistet.

| Sondermarken | |                  |                       |                   |            |                  |       |
| Bild         | Beschreibung | Werte in Pfennig | Ausgabe- datum (1967) | gültig bis        | Auflage    | Entwurf          | MiNr. |
|              | Für die Jugend, Pelztiere - Wildkaninchen, Oryctolagus cuniculus                                                                                     | 10+5             | 4. April              | 31. Dezember 1968 | 6.440.000  | Paul Froitzheim  | 529   |
|              | - Hermelin, Mustela erminea | 20+10            | 4. April              | 31. Dezember 1968 | 15.222.000 | Paul Froitzheim  | 530   |
|              | - Feldhamster, Cricetus cricetus | 30+15            | 4. April              | 31. Dezember 1968 | 6.456.000  | Paul Froitzheim  | 531   |
|              | - Rotfuchs, Vulpes vulpes | 50+25            | 4. April              | 31. Dezember 1968 | 5.934.000  | Paul Froitzheim  | 532   |
|              | Europamarken - Zahnräder mit CEPT | 20               | 2. Mai                | 31. Dezember 1969 | 30.000.000 | Bonnevalle       | 533   |
|              | - Zahnräder mit CEPT | 30               | 2. Mai                | 31. Dezember 1969 | 85.000.000 | Bonnevalle       | 534   |
|              | 450. Todestag von Franz von Taxis (1459–1517) Begründer des europäischen Postwesens                                                                  | 30               | 3. Juni               | 31. Dezember 1968 | 30.000.000 | Karl Oskar Blase | 535   |
|              | Deutscher Evangelischer Kirchentag in Hannover Jerusalemkreuz und neutestamentliche Darstellungen                                                    | 30               | 21. Juni              | 31. Dezember 1968 | 30.000.000 | Eduard Ege       | 536   |
|              | 100 Jahre Krankenanstalten Bethel Porträt von Friedrich von Bodelschwingh dem Jüngeren (1877–1946)                                                   | 30               | 1. Juli               | 31. Dezember 1968 | 30.000.000 | Hans Michel      | 537   |
|              | Wohlfahrtsmarken: Märchen der Brüder Grimm – Frau Holle - Die fleißige Stieftochter spinnt am Spinnrad                                               | 10+5             | 3. Oktober            | 31. Dezember 1969 | 13.203.000 | Stefula          | 538   |
|              | - Frau Holle schüttelt die Betten aus, es schneit | 20+10            | 3. Oktober            | 31. Dezember 1969 | 25.521.000 | Stefula          | 539   |
|              | - Die fleißige Stieftochter wird zum Lohn mit Gold überschüttet                                                                                      | 30+15            | 3. Oktober            | 31. Dezember 1969 | 14.909.000 | Stefula          | 540   |
|              | - Die arbeitsscheue Tochter wird "zum Lohn" mit Pech überschüttet                                                                                    | 50+25            | 3. Oktober            | 31. Dezember 1969 | 7.803.000  | Stefula          | 541   |
|              | Wiederwahl des Bundespräsidenten Heinrich Lübke - Heinrich Lübke (1894–1972)                                                                         | 30               | 14. Oktober           | 31. Dezember 1969 | 50.550.000 | Hermann Schardt  | 542   |
|              | - Heinrich Lübke (1894–1972) | 50               | 14. Oktober           | 31. Dezember 1969 | 50.950.000 | Hermann Schardt  | 543   |
|              | 450. Jahrestag des Thesenanschlags durch Martin Luther an die Tür der Schloßkirche Wittenberg Die Wartburg bei Eisenach                              | 30               | 31. Oktober           | 31. Dezember 1969 | 30.000.000 | Eduard Ege       | 544   |
|              | Katholische Hilfsaktion für die Kirche in Lateinamerika, Adveniat Weltkugel mit Ausrichtung auf Süd- und Mittelamerika, davor ein christliches Kreuz | 30               | 17. November          | 31. Dezember 1969 | 30.000.000 | Klein            | 545   |